# Monument Jordaanoproer
Het Monument Jordaanoproer, ook wel Eenheid de sterkste keten, is een artistiek kunstwerk in Amsterdam-Centrum.
Het monument stamt uit 1987, is gemaakt door Sofie Hupkens en staat op de Noordermarkt; het plein behorende bij de Noorderkerk. Het voert terug op het Jordaanoproer dat op 4 juli 1934 begon, naar aanleiding van een verlaging van ongeveer 10 procent van de steunuitkeringen voor werklozen. Er vielen daarbij vijf doden en tientallen gewonden. Hupkens beeldde drie mensen af, die bijeengehouden worden door een brede band. Degene die vooraan in de strijd gaat is een vrouw. Hupkens gaf hiermee de belangrijke rol van de vrouwen weer in de opstand: de man op de barricaden, de vrouw in het huis om voedsel voor de strijders te maken.. Het beeld is van brons, dat gegoten, geschuurd en gezaagd is.

De sokkel vermeldt: 
Eenheid de sterkste keten Jordaanoproer 1934
Het beeld werd 3 juni 1987 onthuld door een van de deelnemers aan het oproer en diens kleinkinderen. 
Het beeld werd geïnitieerd door het Komitee Herdenking Jordaanoproer 1934-1984. Het totale bedrag van 25.000 gulden werd bijeengebracht door de Beeldende Kunstenaars Regeling (BKR), gemeente Amsterdam en een onder de bevolking gehouden loterij. De winnaar van de loterij kreeg een replica van het beeld. 

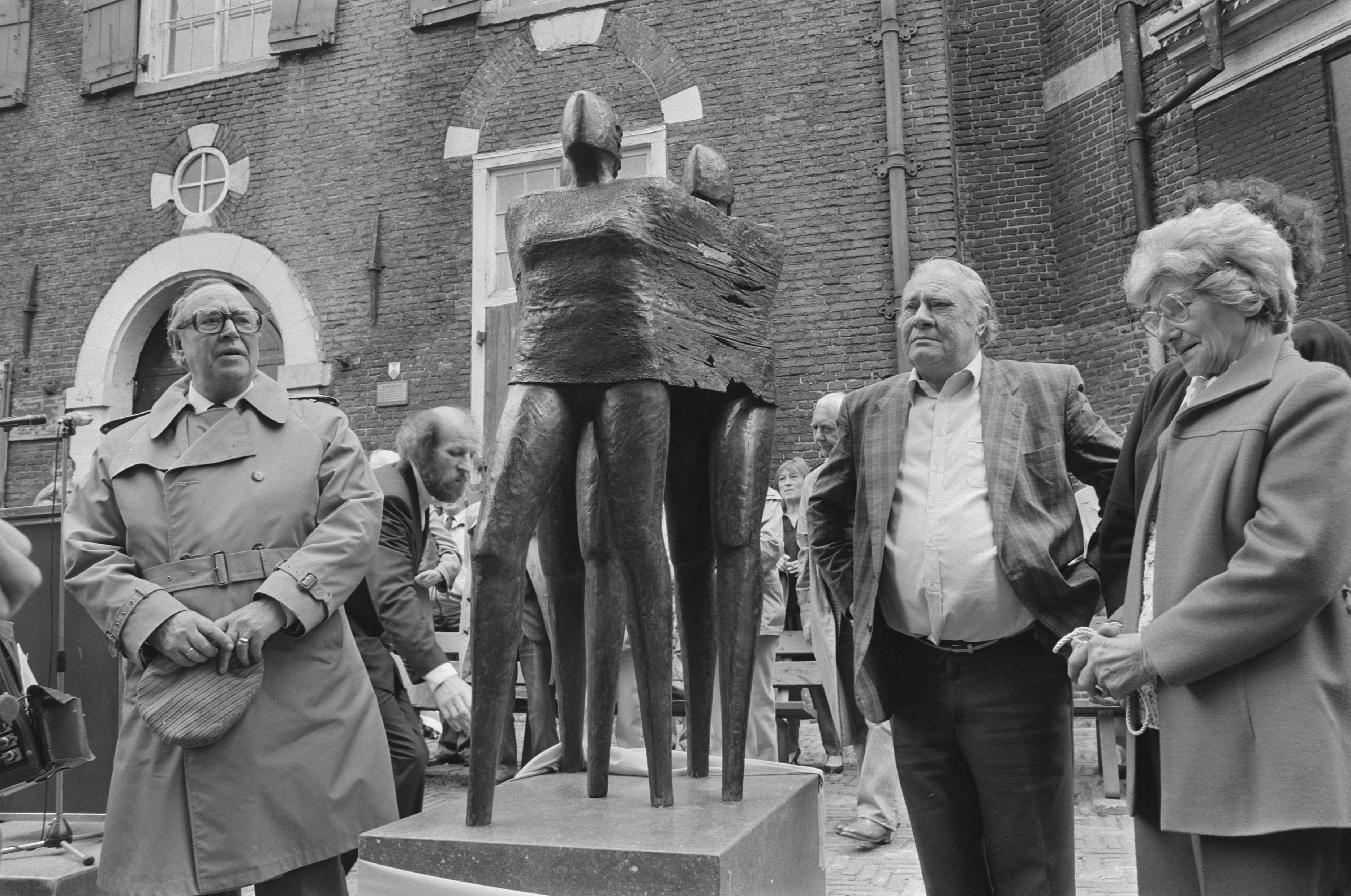
Onthulling monument (3 juni 1987)